# Szakadt függöny
A Szakadt függöny (eredeti cím: Torn Curtain) 1966-ban bemutatott színes, amerikai kémfilm. A feszültségteremtés mesterének, Alfred Hitchcocknak ez volt az 50. játékfilmje, és egyben hosszú pályafutásának egyik legkedvezőtlenebbül fogadott alkotása. A cím a vasfüggönyre utal. Az 1965 novemberében kezdődött forgatás a következő év márciusában ért véget.
A problémák már a forgatókönyvvel elkezdődtek, mellyel a rendező elégedetlen volt, ezért átíratta. Nem volt örömteli a munka a két főszereplővel sem: Paul Newman az Actors Studio egykori tanítványaként igen nehezen fogadta el Hitchcock diktatórikus rendezési módszereit, Julie Andrews pedig nem a rendező, hanem a filmgyártó cég, a Universal választása volt. A Szakadt függöny örökre véget vetett Hitchcock és egyik állandó munkatársa, Bernard Herrmann zeneszerző korábban gyümölcsöző együttműködésének is. Hitchcock ugyanis – állítólag a Universal nyomására – elutasította, hogy a filmhez felhasználja a Herrmann által írt kísérőzenét.
Évtizedekkel a bemutató után a Szakadt függöny kedvezőtlen megítélése némileg megváltozott, az új évezredben már olyan Hitchcock-filmként tartják számon, melynek egyes részleteiben a rendező a legjobb formáját nyújtotta. Rendezői szokásának megfelelően Hitchcock ebben a filmjében is látható néhány pillanat erejéig személyesen is: a film elején a koppenhágai szálloda előcsarnokában üldögél, és egy kisgyerek ül a térdén.

## A cselekmény

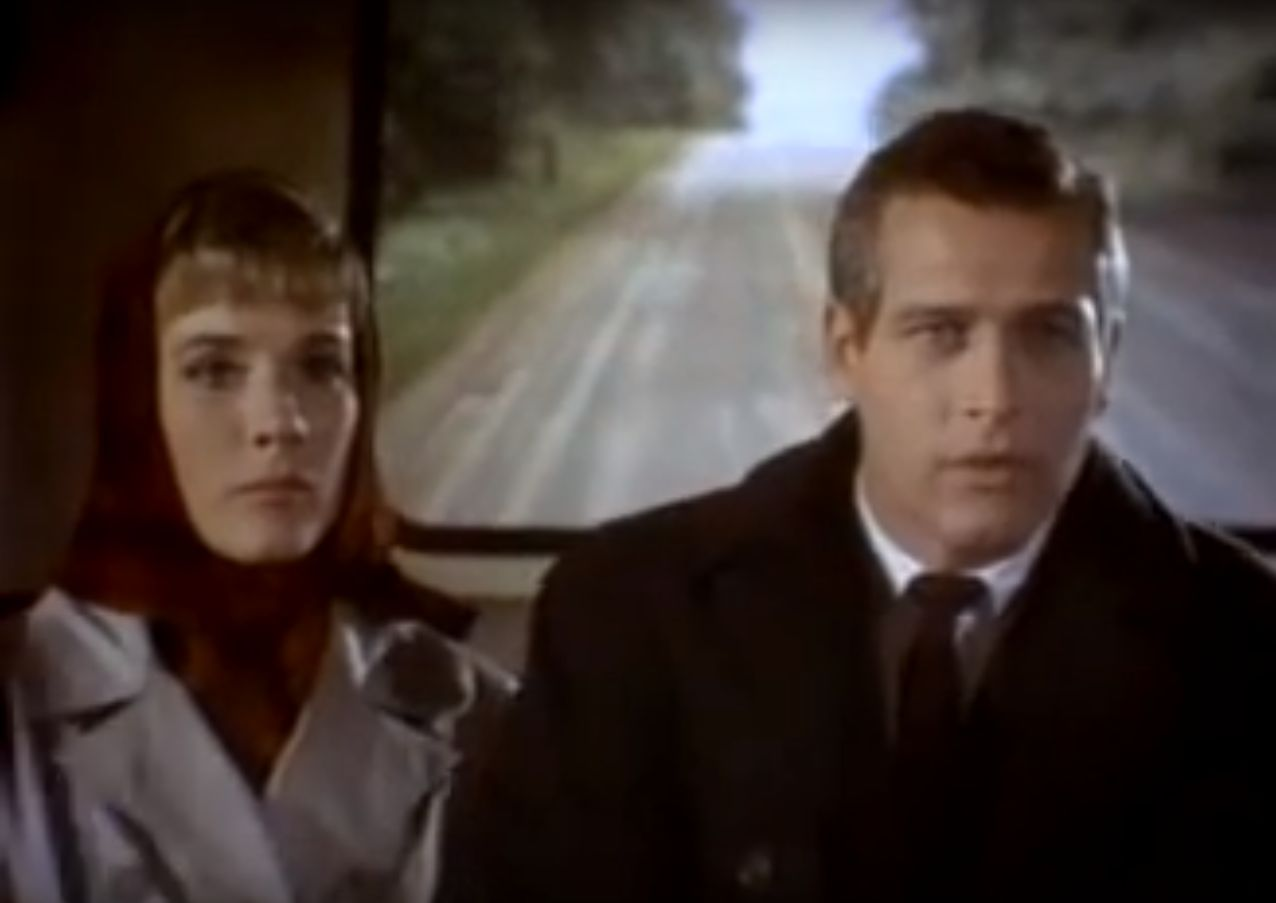
Julie Andrews és Paul Newman

A történet egy Koppenhága felé tartó hajón kezdődik. Az utasok a Nemzetközi Fizikuskongresszus meghívott vendégei, akik nagykabátokba burkolózva dideregnek a reggelizőasztalok mellett, mivel elromlott a hajó fűtési rendszere. Ketten hiányoznak az ebédlőből: Michael Armstrong professzor, valamint bájos asszisztense és menyasszonya, Miss Sarah Sherman. A szerelmespár a férfi ágyában enyeleg. Együttlétüket kopogás zavarja meg: távirat érkezett Armstrong professzornak, akit a koppenhágai Elmo könyvesbolt arról értesít, hogy elkészült a könyve. Michael azt állítja, hogy a címzés ellenére az üzenet nem neki szól. Gondterhelten bújik vissza az ágyba. Később a postázó helyiségbe megy. Újra elkéri a táviratot, sőt választ is küld rá.
Megérkezés után a szállodában Armstrong éppen tusol, amikor a könyvesboltból keresik. Sarah fogadja a hívást. Mivel Michael úgyis azt mondta neki, hogy eltart még egy darabig, amíg elkészül, a nő úgy dönt, hogy elsétál a könyvért. A zuhanyzóból kilépő férfi megpróbálja megállítani, de már késő. Miss Shermant a szálloda előtt a kongresszus egyik résztvevője, a keletnémet Karl Manfred professzor veszi a szárnyai alá, ő kíséri el a könyvesbolthoz. A könyvet nem kell kifizetni, az eladó azonban figyelmezteti Sarah-t, hogy legyen óvatos vele. Nem egyértelmű, hogy tanácsa az első kiadású könyvre vagy Manfred professzorra vonatkozik-e. Miss Sherman később különösnek találja Michael viselkedését is, aki előbb a szálloda halljában magára hagyja, és egy utazási iroda pultjához megy elintézni valamit, majd a Sarah-tól átvett könyvvel elsiet.
Armstrong a WC-ben bontja ki a csomagot. Az első lapon ceruzával írt bejegyzés igazítja útba a 157. oldalra: a jelzett helyen a Π-ről (ejtsd: pí) ír a szerző. Ebéd közben Sarah számon kéri a férfi egyre különösebb viselkedését. Armstrong azt állítja, sürgősen, még aznap délután Stockholmba kell utaznia. A nőnek az a véleménye, hogy a stockholmi utazást Michael hamarabb kitalálta, csak eltitkolta előle, valószínűleg ezért nem akarta azt sem, hogy Sarah vele jöjjön Koppenhágába. A férfi azzal indokolja döntését, hogy kutatásait az amerikai kormány leállította, ezért megpróbál a svédekkel megállapodni. Miss Sherman úgy dönt, hazautazik. Az utazási iroda pultjánál megkérdezi, hogy mikor indul Armstrong gépe Stockholmba. A válasz megdöbbenti: a professzor nem Stockholmba utazik, hanem a román légitársaság Kelet-Berlinbe tartó gépére foglalt helyet.

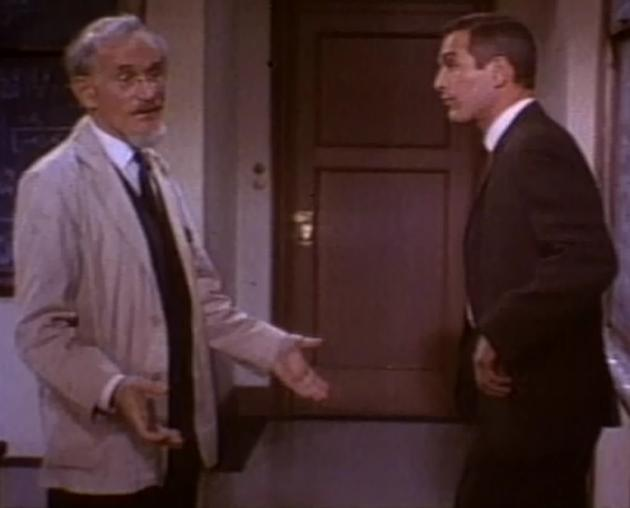
Ludwig Donath és Paul Newman

Sarah szintén Kelet-Berlinbe repül. A gépen Michael odamegy hozzá, és igen nyers hangon felszólítja, hogy leszállás után azonnal forduljon vissza. A kelet-berlini repülőtéren újságírók fogadják az érkező gépet. Az egyik utas, a vendégszereplésre érkező cseh balerina arcáról hamar lefagy a mosoly, mikor kiderül, hogy a sajtó nem miatta, hanem Armstrong professzor kedvéért jelent meg. A keletnémetek azonban nem számítottak Miss Sherman érkezésére, ezért kénytelenek vele is foglalkozni. Az amerikaiakat a Stasi egyik magas rangú tisztje, Heinrich Gerhard fogadja. A férfi bemutatja Armstrongnak Hermann Gromeket: ő lesz ezentúl a professzor „segítő”-je, aki állandóan a rendelkezésére fog állni. Gerhard felajánlja Miss Shermannek, hogy ő is az NDK-ban maradhat. Sarah Michaelhez fordul tanácsért, a férfi azonban nem akar dönteni helyette. A nő időt kér, hogy átgondolja a váratlan javaslatot. A sajtótájékoztatón Armstrong egy előre megírt nyilatkozatot olvas fel arról, miért hagyja el a hazáját. Szeretne a Lipcsei Egyetemen dolgozni a világhírű Lindt professzor mellett. A Hotel Berlinben Michael és Sarah magukra maradnak. A férfi újra megpróbálja meggyőzni a nőt, hogy térjen haza. Sarah becsapva érzi magát, elvégre ezt a disszidálást Michael nyilván hónapokon át tervezte, mégsem szólt róla egy szót sem. Árulónak nevezi Armstrongot, aki nem ad magyarázatot a tettére. Másnap reggel Sarah papírra írt üzenetet kap Michaeltől, melyben vőlegénye újra arra kéri, hogy utazzon haza.
Armstrong sétálni indul, Gromek azonban a motorkerékpárján követi. A professzor egy múzeumba megy, azt remélve, hogy ott le tudja rázni a követőjét. Egy oldalajtón keresztül sikerül távoznia az épületből. Taxival egy közeli tanyára viteti magát. A gépkocsi megvárja, hogy visszavigye majd a városba. A parasztháznál Michael kopogtatására egy nő nyit ajtót. Nem értik egymás nyelvét, ezért Armstrong a lábával a Π jelet rajzolja a homokba. Az asszony a közelben dolgozó férje felé mutat. Michael odamegy hozzá, és beszélgetni kezd vele. A férfi a Π egyik kulcsembere. Beszélgetésük során kiderül, hogy a professzor valójában nem hazaáruló. Azért tett úgy, mintha átállna a keletnémetekhez, hogy így Lindt professzor közelébe kerüljön, és a világbéke szempontjából rendkívül fontos szakmai titkokat tudjon meg tőle. Elvégre egy tudóstól csak egy másik tudós képes használható információkat szerezni. A férfi közli Armstronggal, hogy a lipcsei ügynök neve Koska. Nem kell keresni, ő majd érintkezésbe lép a professzorral, amikor az NDK-ból való menekülést kell megszervezni. A parasztházhoz visszatérő Armstrongot kellemetlen meglepetés várja: az épület előtt Gromek áll. Michael bemegy a házba, a német titkos ügynök követi. A professzor azt állítja, rokonlátogatóba érkezett. Gromek azonban nem ostoba, rögtön rákérdez arra, hogy hol van a rég nem látott rokonnak hozott ajándék. Az ajtóhoz hívja a professzort, és megmutatja neki a homokba rajzolt jelet, melyet Michael elfelejtett eltüntetni. Gromek tudja, hogy a Π egy titkos szervezet, amely emberek kimenekítésével foglalkozik. Armstrong lebukott, de a nő még rosszabbul fog járni. Gromek telefonálni próbál a feletteseinek. A német nő rátámad, Michael segít neki, és lefogja Gromeket. Az asszony kitépi a falból a telefont. A várakozó taxisofőr miatt nem lehet a Gromektől elvett pisztolyt használni. A férfi eleinte nem is veszi komolyan a támadást, eszébe sem jut, hogy védekezzen vagy kiáltson. A nő egy hatalmas konyhakést döf a férfi nyakába akkora erővel, hogy a penge is eltörik. Mivel Gromek nem esik össze, térdeit az asszony egy szeneslapáttal  kezdi ütlegelni. Ekkor Gromek elterül a földön. Váratlanul feláll, és megpróbálja kinyitni az ablakot, hogy segítségért kiáltson. Sikerül a földre teperni. A kétségbeesett nő kinyitja a tűzhely ajtaját, és megnyitja a gázcsapot. Michael segítségével sikerül Gromeket a tűzhelyig vonszolni, és fejét a sütőbe helyezni. Örökkévalóságnak tűnő percek után a test elernyed, Gromek meghal. A professzor leveszi a kabátját, ami véres lett, és kezet mos. A német nő jelbeszéddel az értésére adja, hogy a holttestet és az áldozat motorkerékpárját ő majd eltünteti.
Michaelt a szálloda előtt Gerhard emberei várják: főnökük találkozni akar a professzorral. Gerhard irodájában Miss Sherman is jelen van. A nő bejelenti, hogy úgy döntött, az NDK-ban marad, hogy tovább dolgozzon Michael mellett. Gerhard kéreti Gromeket, rövidesen azonban értesítik arról, hogy a férfinak nyoma veszett. Armstrong és Miss Sherman elindulnak Lipcsébe. Az egyetemen Manfred professzor bemutatja őket a vezetőségnek. Michael új „segítő”-t kap Otto Haupt személyében, mivel Gromek nem kerül elő. Az egyetemmel ismerkedő Armstrongot valaki elgáncsolja a lépcsőházban. A férfi az orvosi szobába kerül. Kiderül, hogy a doktornő rendezte meg az incidenst, hogy érintkezésbe lépjen vele. Ő dr. Koska, a lipcsei ügynök. Figyelmezteti Michaelt, hogy Gromek eltűnése miatt nagyon kevés ideje van a cselekvésre. A szökést már most szervezni kell, és ehhez a professzorról és Miss Shermanről is kell fénykép a hamis igazolványokba. Armstrongnak másnap meghallgatása lesz, és ha ott úgy ítélik meg, hogy valóban értékes ember, csak akkor kerülhet Lindt közelébe.
Ezalatt a Stasi újságfelhívások útján keresteti Gromeket. Az egyik közleményt elolvassa az a taxisofőr is, aki Armstrongot a tanyára vitte. A férfi emlékszik arra, hogy látta aznap Gromeket a tanyán, sőt felfigyelt arra is, hogy amíg várakozott, addig a közeli házban egyszer váratlanul kinyílt az ablak, majd szinte azonnal be is csukódott. A sofőr a rendőrségre megy bejelentést tenni. A másnapi meghallgatáson Armstrongnak ismertetnie kell kutatási programja, a Gamma-5 részleteit. Bele sem tud kezdeni a mondanivalójába, megérkezik Haupt. A jelenlévő keletnémetek között sugdolózás kezdődik. Végül megkérdezik Michaelt, hogy felkeresett-e egy bizonyos tanyát. A professzor igennel felel, a következő kérdésnél azonban tagadja, hogy ott találkozott volna Gromekkel. Válasza nem kielégítő, ezért a meghallgatást felfüggesztik. Ekkor közbeszól a terem távolabbi részében üldögélő férfi. Ő Lindt professzor. Bejelenti, hogy hamarosan Leningrádba kell utaznia, addigra mindent tudni akar a Gamma-5-ről. Mivel Armstrong meghallgatása felsőbb utasításra tilos, Lindt Miss Shermant akarja kifaggatni. Sarah megtagadja az együttműködést. Manfred megpróbálja jobb belátásra bírni. Kimennek a szabadba. Michael kicsit távolabb sétál a menyasszonyával, és mindent bevall neki. Sarah könnyei felszáradnak, hirtelen megérti a férfi addigi viselkedését. Ezután igyekszik mindenben a segítségére lenni.
Idejük egyre fogy. A taxisofőr bejelentése nyomán a Stasi kimegy a tanyára. A házban Gerhard megtalálja a falon a telefonvezeték maradványát. Hamarosan előkerül Gerhard elásott motorkerékpárja, később a holtteste is.
Este az étteremben Michael táncra kéri dr. Koskát. Tánc közben a nő elmondja, hogy mi történt napközben a tanyán. A helyzet súlyossága miatt Armstrongéknak másnap reggel el kell hagyniuk az országot: az éjszakára szükség van a menekülés megszervezéséhez. Délelőtt 10-re beszélnek meg találkozót Koska egyetemi szobájába. Lindt professzor enyhén alkoholos befolyásoltság alatt átül Michaelék asztalához. Az elővigyázatos Sarah táncra kéri Manfredet, hogy a tudósok négyszemközt beszélgessenek. Lindt nem részeg, semmit nem lehet kiszedni belőle, de célozgat arra, hogy másnap fél 10-kor a borbélynál lesz. Armstrong felcsigázza az érdeklődését, mert azt állítja, sikerült a Gamma-5-öt befejezni.
A következő nap 10 óra 10 perckor dr. Koska és Sarah egyre idegesebben várják Michaelt, ám a férfi nincs sehol. Megérkeznek viszont az állambiztonság emberei. Közben Armstrong mindent egy lapra tesz fel. Lindt kíváncsiságára és hiúságára építve eléri, hogy a professzor a dolgozószobájában felírja neki a táblára a féltve őrzött titoknak számító képletet. A hangosbemondó ezalatt arra szólítja fel az egyetem diákjait, hogy kutassanak fel mindent Armstrong professzor és asszisztense megtalálása érdekében. Lindt rádöbben, hogy rászedték: Michael valójában semmit nem árult el a Gamma-5-ről, ő viszont óvatlanul beavatta a kollégát saját szakmai titkaiba. Az amerikai professzor Lindt tilalmával mit sem törődve távozik a helyiségből. Dr. Koska kijuttatja őt és Sarah-t az épületből, és mindkettőjüket elviszi Jacobyhoz, a Π egyik emberéhez. A szervezet egy ál-autóbusz segítségével próbálja meg az amerikaiakat Nyugat-Berlinbe juttatni. Az álbusz pontosan úgy néz ki, mint a hivatalos járat, utasok is vannak rajta – a Π emberei –, de csupán 10 perc előnye van az igazi busszal szemben. Ebből máris veszítettek valamennyit, mivel Armstrongék késnek.
A buszt megállítja a rendőrség. Egy rendőr száll a járműre, hogy ellenőrizze az utasok arcát, Armstrongékat ugyanis körözik. Herr Jacoby váratlanul cigarettával kínálja a vele szemben ülőt. Ehhez kicsit előre kell hajolnia, vagyis éppen eltakarja a leghátsó ülésen helyet foglaló szökevényeket a rendőr elől. Az ellenőrzést sikerül megúszni. Az egyik izgatott női utas azonban folyamatosan aggodalmaskodik a késés, az amerikaiak és a rendőrség miatt. Jacoby a hátsó szélvédőn keresztül meglátja, hogy a távolban feltűnik az igazi buszjárat. Az álbuszt katonaszökevények állítják meg. Pénzt akarnak. Hamar felszívódnak azonban, amikor megjelenik egy katonai osztag, amely őket keresi. A parancsnok védelmet ad a busz mellé, két motorost. Ez újabb problémát jelent: a lelepleződés elkerülése érdekében ugyanis mostantól kénytelenek minden buszmegállónál megállni. Vagyis megint időt veszítenek, növekszik a veszélye annak, hogy az igazi buszjárat utoléri őket, vagy a kísérők megpillantják a másik buszt. Mire ez utóbbi bekövetkezik, megérkeznek Berlinbe. Jacoby gyorsan útba igazítja Michaelt és Sarah-t a friedrichstrasse-i postahivatalba, ahol egy bizonyos Albertet kell keresni. A kísérő egyenruhások szerencsére előbb a másik buszhoz mennek ellenőrzésre, s ez az idő elegendő arra, hogy az álbusz utasai szétszéledjenek. Armstrongék ezalatt megpróbálnak eljutni a megadott címre, de nem ismerik a várost. Sarah megpróbál felvilágosítást kapni a járókelőktől. Egy idősebb nő szólítja meg, és felajánlja a szolgálatait. A hölgy egy lengyel arisztokrata, Kuchinska grófnőnek hívják. Tudja, hogy ki a két külföldi, hiszen mindenhol keresik őket. A grófnő segíteni akar nekik, de ő is segítséget kér. Az Amerikai Egyesült Államokba akar eljutni, ám a vízumkérelméhez amerikai támogatók kellenek. Ha talál ilyeneket, akkor távozhat, hiszen kora miatt a keletnémet állam kiengedné az országból. Armstrong és Sarah megígérik, hogy támogatják a kérelmét. Eljutnak a megadott postahivatalba. Mire Albert megjelenik, és átadja nekik egy utazási iroda címét, addigra kiérkeznek a rendőrök is. Őket egy alkalmazott értesítette, aki gyanúsnak találta a harsány grófnőt. Michael és Sarah menekülni próbál. Az egyik rendőr utánuk akar lőni, ám Kuchinska asszony ráveti magát. Ez az idő épp elegendő arra, hogy a szökevények egérutat nyerjenek.
Az állambiztonsági szervek hamarabb érkeznek az utazási irodához, mint az amerikaiak. Szerencsére az iroda két megbízható alkalmazottja számított Michaelék érkezésére, és az utcán várják őket. Ismertetik a tényleges szökés tervét. A vendégszereplésre érkezett cseh balett-társulat másnap Svédországba utazik tovább, és hőseink az ő poggyászaik közé rejtőzve fognak kijutni az NDK-ból. Azonnal el kell menniük a színházba, ahol a társulat ma este fellép. Előadás után a beavatott belső ember fogja elrejteni őket. Minden a terv szerint alakul. Michael és Sarah beülnek a nézőtérre megtekinteni az előadást. Szerencsétlenségükre túl közel ülnek a színpadhoz, és a balerina felismeri őket. A nő kihívatja az állambizonságiakat, akik hamar megérkeznek, és a botrány elkerülése érdekében, az előadás megszakítása nélkül, sorról sorra járva ellenőrzik a nézőket. Michael hirtelen felugrik a székében és azt kiáltja, hogy tűz van. A váratlan bejelentésre pánik tör ki. A nézők a helyeikről felugrálva tódulnak a kijáratok felé. A tumultusban Michaelnek és Sarah-nak sikerül a kulisszák mögé jutniuk, és a beavatott ember elrejti őket egy-egy ruháskosárban.
A cseh társulatot szállító hajó megérkezik Svédországba. A kikötés előkészületeit a balerina a fedélzetről figyeli. Feltűnik neki, hogy az egyik munkás különösen óvatosan bánik két ruháskosárral, s miközben a teherdaru kampójára helyezi őket, sok szerencsét kíván mindkettőnek. A balerina azonnal riaszt mindenkit, és ragaszkodik ahhoz, hogy a kosarakat emeljék vissza a hajóra, mert amerikai kémek rejtőznek bennük. Végül az egyik tengerész fegyverrel lő a kosarakra, melyek visszazuhannak a fedélzetre. Csupán ruhákat és kellékeket tartalmaznak. A felfordulást kihasználva viszont két másik kosárból előbújnak az amerikaiak, és csendben a partra úsznak. Később a hajó utasai is svéd földre lépnek. A balerina hiába pózol mosolyogva a lejáró tetején, a sajtó ezúttal sem miatta érkezett. A fotóriporter az amerikaiakat szeretné lencsevégre kapni, ők azonban boldogan és vizesen bújnak el egy pokróc alá az egyik hivatali helyiségben…

## Háttér-információk

### A cambridge-i kémek
Alfred Hitchcock filmjeinek jelentős része másodvonalbeli szerzők bestsellerjei alapján készült. A Szakadt függöny azonban ritka kivételként nem regény alapján, hanem egy megtörtént kémbotrány ihletésére született. Az úgynevezett Cambridge-i ötök esete az 1950-es, 1960-as évek egyik legnagyobb diplomáciai botránya volt. Az öt kém közül hárman váltak különösen hírhedtté: Guy Burgess (1911–1963), Donald Duart Maclean (1913–1983) és Kim Philby (1912–1988). Valamennyien az 1930-as években lettek a Szovjetunió és Sztálin hívei, mivel a nagy gazdasági világválságból kivezető utat a kommunizmusban vélték felfedezni. A Szovjetunió számára különösen értékes emberek voltak, hiszen előkelő származásuk és az annak köszönhető beosztásaik miatt a legmagasabb társadalmi és politikai körökbe kerülhettek be, és juthattak hozzá a legféltettebb államtitkokhoz. A második világháború időszakában olyan szigorúan titkos információkat továbbítottak a szovjet vezetéshez, melyeket a szövetségesek saját távolabbi érdekeik miatt nem kívántak volna megosztani Sztálinnal. Tevékenységüket a háború után is folytatták. 1948-ban Maclean szigorúan bizalmas információkat juttatott el a Szovjetunióba az Egyesült Államok tényleges nukleáris arzenáljáról. Sztálin e hírek birtokában merte megkockáztatni Berlin blokád alá helyezését, mivel Macleantől tudta, hogy Amerikának jelenleg nincs bevethető atombombája, és nem tud megkísérelni egy újabb partraszállást sem, ezért Truman amerikai elnök ellenintézkedései nem jelentenek tényleges veszélyt a Szovjetunió számára. Mivel kettős élete miatt Maclean egyre labilisabb idegállapotba került, az 1940-es évek végétől Burgess és Philby váltak a Szovjetunió egyik legfontosabb nyugati hírforrásává. Philby különösen értékes ember volt, hiszen lényegében összekötői feladatot látott el a nyugati titkosszolgálatok között. Az FBI annyira megbízott benne, hogy felkérte őt a brit követség tagjai közé beépült ismeretlen szovjet kém – vagyis Maclean – leleplezésében való közreműködésre. Philby valójában azon munkálkodott, hogy Macleant megóvja a leleplezéstől. Guy Burgess elsősorban az ENSZ csapatainak ázsiai hadmozdulatairól tájékoztatta előre a Szovjetuniót. 1951-ben Philby minden megtévesztő manővere ellenére küszöbön állt Maclean és Burgess letartóztatása. Május 25-én, egy pénteki napon Burgess üzleti tanácskozásra hívta Macleant. Ezután mindkettőjüknek nyoma veszett, és csak évek múlva tűntek fel újból Moszkvában.
Philby az 1960-as évek elején került a lebukás szélére, ezért 1963. január 23-án ő is a Szovjetunióba szökött. A Sors iróniája, hogy a kommunista Paradicsom egyáltalán nem váltotta be a cambridge-i kémek reményeit. Életük hátralévő éveit a kényszerű emigrációban állítólag mindnyájan a depresszió és az alkohol rabjaként élték. Hitchcock érdeklődését nem maguk a kémek vagy a tetteik keltették fel, hanem inkább gyanútlan környezetük. A rendező főleg arra volt kíváncsi, hogyan reagált például Mrs. Maclean, amikor értesült férje árulásáról? Lényegében ez a gondolat vezetett a Szakadt függöny megszületéséhez.

### A forgatókönyv és a szereposztás
Hitchcock a filmtörténeti legendák szerint olyan alkotó volt, aki előre megtervezte mindegyik alkotását, és mire a forgatás elkezdődött, már részletekbe menően pontos elképzelései voltak mindenről. E módszer velejárója volt, hogy egyáltalán nem kedvelte például a rögtönzést. A Szakadt függöny korabeli bukása részben talán azzal is magyarázható, hogy a Universal megkötései miatt Hitchcocknak már akkor el kellett kezdenie a forgatást, amikor a forgatókönyv végleges változata még meg sem született. A rendező szerette volna, ha új filmjének főszerepeit híres és sikeres alkotása, az Észak-Északnyugat (1959) két sztárja, Cary Grant és Eva Marie Saint játszanák. Grant azonban visszautasította a felkérést, azt mondta, túl öreg már egy ilyen szerepre. Eva Marie Saint helyett a Universal a friss Oscar-díjas Julie Andrews szerepeltetését szorgalmazta, aki a Mary Poppins (1964) és A muzsika hangja (1965) című filmmusicaleknek köszönhetően az 1960-as évek egyik legnépszerűbb sztárjának számított.
Andrews csak korlátozott ideig tudott a produkció rendelkezésére állni, ezért Hitchcock a végleges forgatókönyv nélkül volt kénytelen hozzákezdeni a forgatáshoz. Brian Moore írásával a rendező elégedetlen volt, szerinte a sztori túl sematikusra sikerült, és hiányzott belőle a humor. Véleményét osztotta két híres olasz forgatókönyvíró, Age és Scarpelli is, akik előzetes véleményezésre megkapták a forgatókönyvet. Mivel a Universal sem volt elégedett Moore munkájával, ezért Hitchcock felkérte Keith Waterhouse-t és Willis Hallt, hogy írják át a szkriptet. A rendező úgy vélte, elég nagy munkát végeztek ahhoz, hogy nevüket a film stáblistáján is feltüntessék, Moore azonban az Amerikai Forgatókönyvírók Egyesületéhez fordult panasszal. A szervezet neki adott igazat, és ezért csak Moore neve került fel a stáblistára. Az írónak valószínűleg ennyi sem volt elég, és más módon is elégtételt vett a munkáját megkritizáló rendezőn.
1970-ben kiadta a Fergus című regényét, melynek egyik ellenszenves szereplőjét, Bernard Bowerit felismerhetően Hitchcockról mintázta. A Mester egyébként eredetileg Lengyelországba akarta helyezni a Szakadt függöny cselekményét, ám egy Hollywoodban tartózkodó lengyel filmszakember inkább Kelet-Berlint javasolta. A történet egyik szereplője, Kuchinska grófnő azonban lengyel nemzetiségű maradt: Hitchcock az ő figurájával akarta szimbolizálni a vasfüggöny mögött élők vágyódását a szabad világba.
Cary Grant helyett Paul Newmant szerződtették, aki lázba jött a lehetőségtől, hogy a filmtörténet egyik legnagyobb rendezőjével dolgozhat együtt. Lelkesedése azonban rohamosan csökkent, miután megtapasztalta Hitchcock színészvezetési módszereit. Ő nem alkotótársnak tekintette a színészeket, hanem eszközöknek arra, hogy az ő elképzeléseit a kamerák előtt megvalósítsák. Newman az Actors Studio egykori növendékeként a lélektanilag hiteles, érzelmileg átélt alakítások híve volt, aki az általa játszott figurákat javarészt a forgatás ideje alatt dolgozta ki. A munka hevében jöttek ugyanis a legjobb ötletei, melyek egy részét a partnerek játéka inspirálta. Hitchcock viszont nem tartott igényt az improvizatív ötletekre, s állítólag idegesítette, hogy Newman örökösen az általa játszott Armstrong professzor viselkedéséről kérdezgette. Egy filmtörténeti anekdota szerint amikor a színész már sokadjára faggatta a rendezőt a figura motivációiról, Hitchcock a szokásos szarkasztikus humorával így felelt: „Magát ebben a filmben egyetlen dolog motiválja: a gázsija.” A legnagyobb problémát azonban nem a munkamódszerek különbözősége jelentette, hanem az, hogy Paul Newman és Julie Andrews egyszerűen rossz párosítás volt. Kettősükből hiányzott az a feszültség, ami például Cary Grant és Ingrid Bergman között vibrált a Forgószélben (1946).

### A kísérőzene

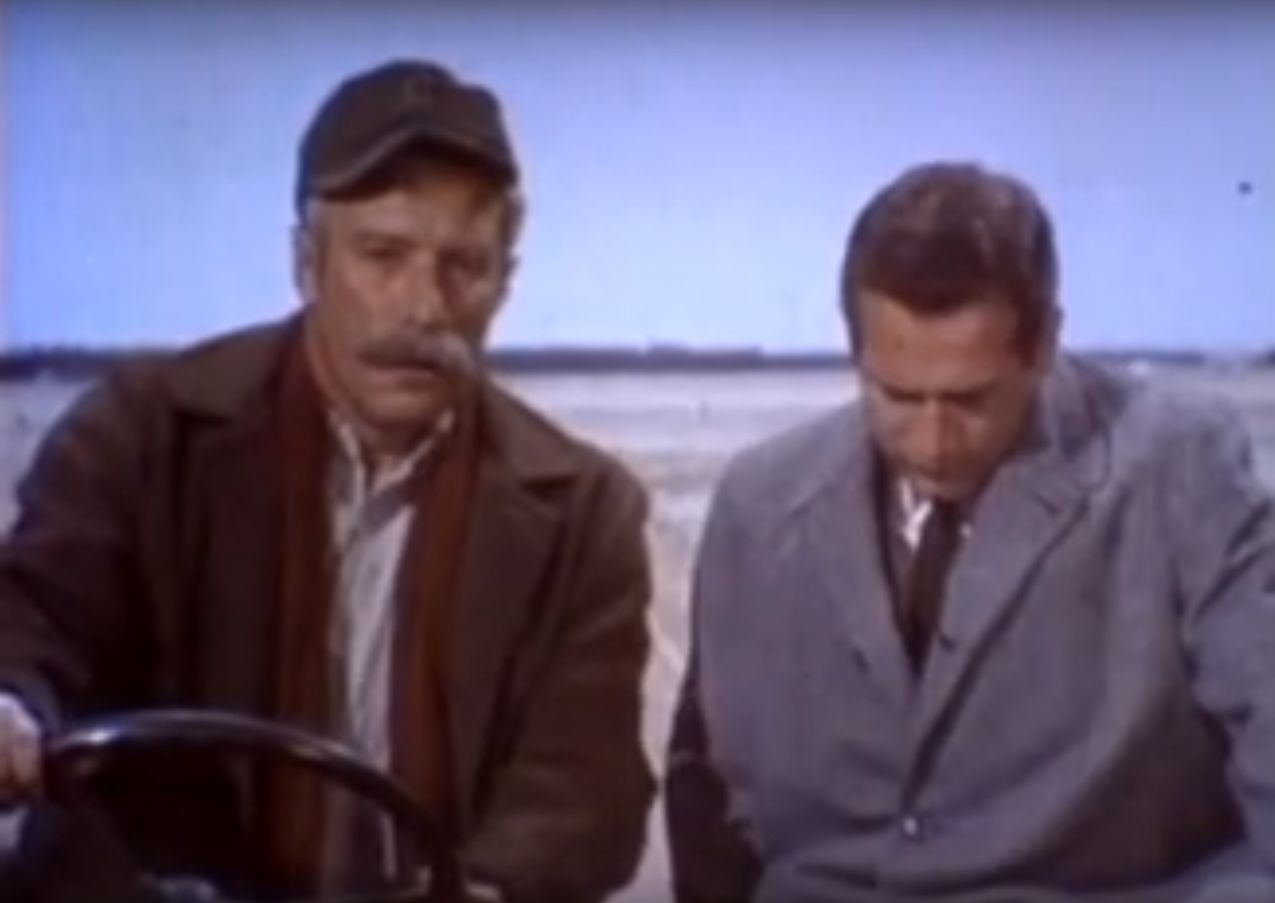
Megbeszélés a titkos szervezet egyik emberével (Mort Mills és Paul Newman)

A Szakadt függöny eredeti kísérőzenéjét Bernard Herrmann, Hitchcock egyik állandó munkatársa komponálta, a rendező azonban elégedetlen volt a munkájával. Állítólag a konfliktus hátterében valójában a Universal állt. A cég illetékesei azt remélték, hogy Herrmann komponál egy dalt Julie Andrews számára is. Az elvárás nem volt egyértelműen irreális, hiszen Hitchcock 10 évvel korábbi alkotása, Az ember, aki túl sokat tudott  (1956) női főszereplője, Doris Day már énekelt egy világslágernek bizonyult dalt: a Que sera, sera Oscar-díjat is nyert. A Szakadt függöny cselekménye és dramaturgiája azonban nem indokolta a dalbetétet. A szakításnak mégsem ez volt az igazi indoka. Az 1960-as évek közepére az a különös helyzet állt elő, hogy miközben rendezők tucatjai igyekeztek utánozni Hitchcockot, addig őt magát ódivatú művészként kezdték emlegetni. A Universal szerint is szükség volt arra, hogy Hitchcock művészete megújuljon, ezért szóltak bele készülő filmje szereposztásába, és emiatt szorgalmazták, hogy az újjászületés a kísérőzene területén is végbemenjen. Herrmann helyére a Tom Jones (1963) című ironikusan szellemes, kosztümös kalandfilm Oscar-díjas zeneszerzője, John Addison lépett. A változtatás kudarcot vallott: a kritikusoknak nem tetszett Addison zenéje, fantáziátlannak és hatásvadásznak tartották. Bernard Herrmann viszont annyira megsértődött a mellőzésén, hogy soha többé nem volt hajlandó újra Hitchcockkal dolgozni. A hőn áhított megújulásban egyébként Herrmann-nak sokkal inkább része lett, mint Hitchcocknak. Az 1970-es évek első felében az Új-Hollywood összefoglaló néven emlegetett amerikai rendezőnemzedék felfedezte magának a zeneszerzőt. Például a Hitchcock-epigonként emlegetett Brian De Palma többször felkérte őt együttműködésre. Herrmann 1975-ben elhunyt, nem érhette meg, hogy a következő évben két filmzenéjével is esélyessé vált az Oscar-díjra: az egyiket Brian De Palma Megszállottság (1976) című hitchcocki stílusú thrillerjéhez írta, a másikat Martin Scorsese modern klasszikusához, a Taxisofőrhöz (1975). Az új évezredben a Szakadt függöny DVD-változatának extrái közé bekerült egy olyan összeállítás, amelyben a film egyes jelenetei a Herrmann által írt eredeti kísérőzenével tekinthetők meg.

### Érdekességek

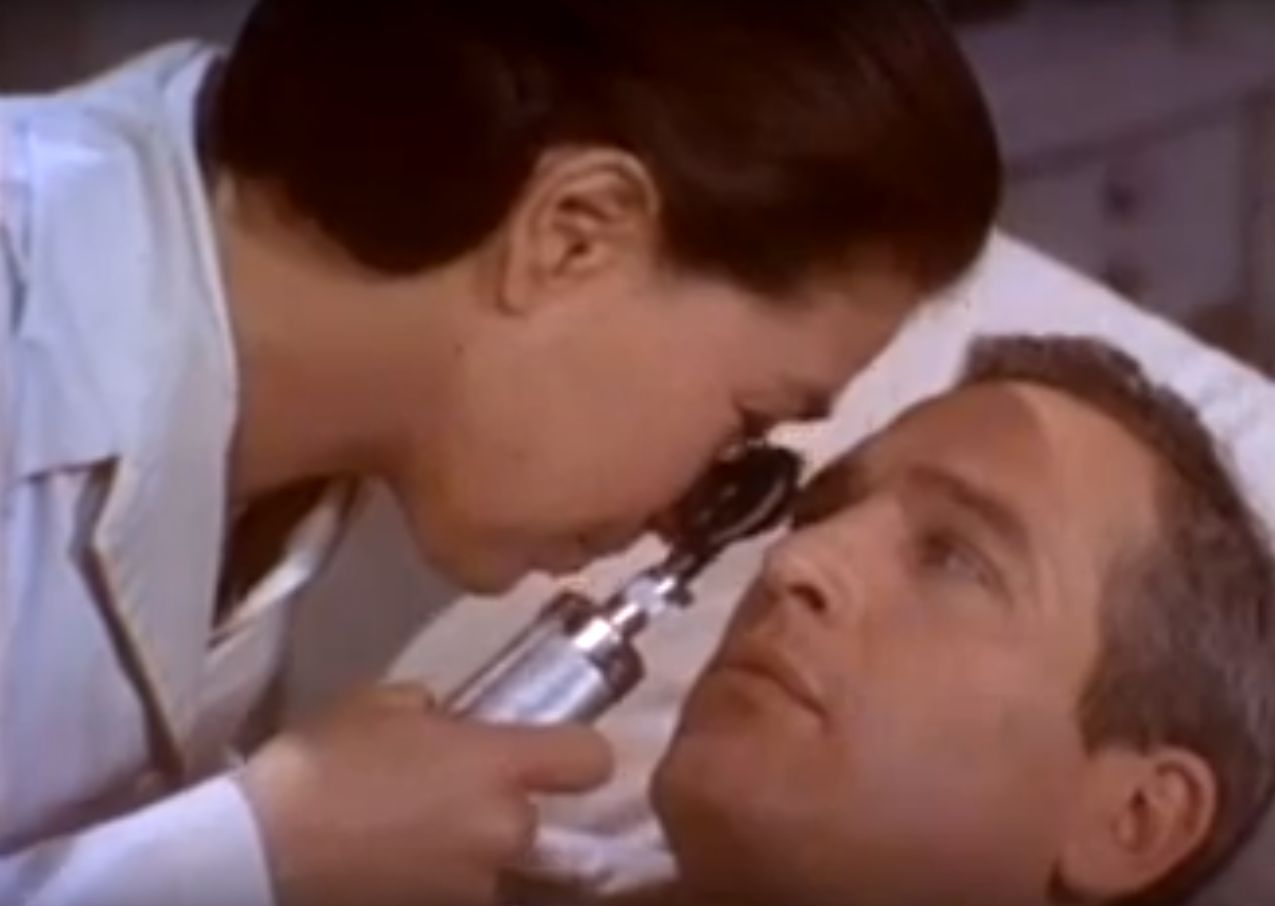
Rendhagyó kapcsolatfelvétel (Gisela Fischer és Paul Newman)

- Amikor a film elején Hitchcock néhány pillanatra megjelenik, a kísérőzene Charles Gounod Funeral March of a Marionette című szerzeményének melódiájába vált át, amely a rendező híres tévésorozata, az Alfred Hitchcock Presents (1955) fő zenei motívuma volt.
- Gromek halálának jelenetével Hitchcock állítólag azt szerette volna bemutatni, hogy valójában mennyire nehéz megölni egy embert. A Manson (2003) című kis költségvetésű amerikai film különösen véres gyilkossági jeleneteivel Jim VanBebber rendezőnek – állítása szerint – pontosan ugyanez volt a célja. Ezzel kapcsolatban a film hivatalos honlapján VanBebber Hitchcockra hivatkozik, ám az ominózus jelenetet a Szakadt függöny helyett a rendező következő filmjének, a Topáznak (1969) tulajdonította.[2]
- Egyes kritikusok hitchcocki iróniát véltek felfedezni abban, hogy a (kelet)német titkos ügynököt éppen gázzal ölik meg, ám kevéssé valószínű, hogy ezzel a megoldással a rendező a holokausztra próbált volna burkoltan utalni, mivel gyakran hangoztatta, hogy egyáltalán nem érdekli a politika. A Szakadt függönynek sem a politikai vonatkozása az igazán érdekes, hanem a kedvelt hitchcocki alaphelyzet variálása: az átlagember azonban most nem véletlenül, hanem saját elhatározásából keveredik titkosszolgálati ügyekbe.
- Hitchcock eredetileg úgy akarta befejezni a filmet, hogy Armstrong professzor eldobja azt a cetlit, melyre felírta a titkos képletet. Ez a megoldás szerinte összhangban lett volna a figura jellemével, aki bizonyos fokú naivitással, amatőrként vállalta a kémkedést, amely azonban sokkal mocskosabb munkának bizonyult (lásd Gromek kényszerű meggyilkolása), mint gondolta. Hitchcock állandó munkatársán, Alma nevű feleségén kívül állítólag senkinek nem tetszett ez a verzió, noha jellegzetesen hitchcocki ötlet volt.
- Kimaradt a filmből az a jelenet, amelyben Armstrong professzor találkozik Gromek testvérével, akit ugyanaz a színész (Wolfgang Kieling) játszott. A férfi egy képet mutat Armstrongnak, amely fivére három gyermekét ábrázolja. A jelenetet Hitchcock azért hagyta ki, mert az volt a véleménye, hogy a közönség szimpátiája az árván maradt gyermekek miatt Michael helyett inkább az áldozat felé fordult volna. Ugyanebben a jelenetben jellegzetes hitchcocki ötletként a fivér egy olyan késsel szeletelte a kolbászt, amilyet a testvére meggyilkolásánál használtak. A kihagyott jelenet elveszett, csupán néhány fotó maradt fenn róla.
- Michael és Sarah szorult helyzetbe kerülnek a színház nézőterén, amikor az állambiztonságiak egyre közelebb kerülnek ahhoz a sorhoz, amelyben ülnek. A férfi hirtelen felugrik, és azt kiáltja, hogy „Tűz van!” Pánik tör ki, és a tömegben sikerül elmenekülniük üldözőik elől. Ezt a jelenetet másolta le Richard Donner a Mel Gibson és Julia Roberts főszereplésével készült Összeesküvés-elmélet (1997) című filmjében.

## Főbb szereplők
| Szerep                       | Színész             | Magyar hangja (1. szinkron) |
| ---------------------------- | ------------------- | --------------------------- |
| Michael Armstrong professzor | Paul Newman         | Sztarenki Pál               |
| Dr. Sarah Louise Sherman     | Julie Andrews       | Vándor Éva                  |
| Kuchinska grófnő             | Lila Kedrova        | Schubert Éva                |
| Heinrich Gerhard             | Hansjörg Felmy      | Fülöp Zsigmond              |
| Cseh balerina                | Tamara Toumanova    | (eredeti nyelven)           |
| Hermann Gromek               | Wolfgang Kieling    | Hollósi Frigyes             |
| Gustav Lindt professzor      | Ludwig Donath       | Kenderesi Tibor             |
| Karl Manfred professzor      | Günter Strack       | Konrád Antal                |
| Dr. Koska                    | Gisela Fischer      | Prókai Annamária            |
| Földműves farmer             | Mort Mills          | Elekes Pál                  |
| Földműves felesége           | Carolyn Conwell     | (eredeti nyelven)           |
| Freddy                       | Arthur Gould-Porter | Simon György                |
| Olaf Hengström professzor    | Peter Bourne        | Kardos Gábor                |
| Gutman professzor            | Norbert Schiller    | Pusztai Péter               |
| Otto Haupt                   | Harold Dyrenforth   | Somogyvári Pál              |
| Herr Jacoby                  | David Opatosh       | Makay Sándor                |
| Taxisofőr                    | Peter Lorre Jr.     | Győri Péter                 |
| Svéd fotós                   | Jan Malmsjö         | (eredeti nyelven)           |

- További magyar hangok: Balázsi Gyula, Breyer Zoltán, Juhász Tóth Frigyes, Komlós András, Koroknay Géza, Sörös Sándor